# Shirō Ichinoseki
Shirō Ichinoseki (一ノ関史郎?, Ichinoseki Shirō; Hachirōgata, 24 gennaio 1944) è un ex sollevatore giapponese. Ha gareggiato nella categoria dei pesi gallo (fino a 56 kg.) e partecipato a due edizioni dei Giochi Olimpici.

## Biografia
Alle Olimpiadi di Tokyo 1964 ha vinto la medaglia di bronzo, giungendo alle spalle del sovietico Aleksej Vachonin e dell'ungherese Imre Földi. Quella competizione olimpica era valida anche come campionato mondiale. Ha preso parte anche alle Olimpiadi di Città del Messico 1968, anch'esse valide come campionato mondiale, classificandosi in quinta posizione.
Ai campionati mondiali ha vinto inoltre la medaglia di bronzo nel 1963 a Stoccolma e la medaglia d'argento nel 1965 a Teheran.
Tra il 1963 e il 1965 ha stabilito tre record mondiali ufficiali: due nello strappo e uno nel totale.